# Радзиевский, Владимир Вячеславович
Владимир Вячеславович Радзиевский (30 июня 1911, Санкт-Петербург — 2003, Нижний Новгород) — советский учёный, физик-астроном, доктор физико-математических наук, один из основателей фотогравитационной небесной механики и космогонической кометной статистики.

## Биография

Окончил школу в 1929 году. В течение двух лет работал учеником слесаря, затем слесарем и, по окончании вечерних электротехнических курсов, электромонтером. В 1931 году поступил в Ленинградский горный институт на электромеханический факультет. В 1934 году перевёлся по семейным обстоятельствам на физико-математический факультет Ивановского пединститута, который окончил с отличием в 1936 году. После окончания пединститута работал директором средней школы в Алтайском крае (1938—1938). В 1938—1940 годах учился в аспирантуре Московского астрономического института при МГУ и по совместительству работал старшим преподавателем астрономии в Ярославском пединституте.
В 1942 году был мобилизован в армию и направлен на учебу в Ленинградское военно-инженерное училище (во время войны оно располагалось в Костроме). Окончил электромеханические отделение, отделение техники особой секретности, затем преподавал там же курс радиотехники. Потом был направлен в распоряжение Главного управления инженерных войск, где исполнял обязанности разъездного военпреда по приёмке на заводах электромеханического вооружения.
После войны вернулся в Ярославль, где работал старшим преподавателем, затем — доцентом, заведующим кафедрой теоретической физики и астрономии Ярославского пединститута. Преподавал астрономию, теоретическую механику, теорию функций комплексного переменного. К 1948 году написал и защитил кандидатскую диссертацию по вопросам звездной статистики, а в 1955 году защитил докторскую диссертацию на тему «Проблемы фотогравитационной небесной механики».
С 1957 по 1959 год заведовал кафедрой физики Горьковского пединститута. Здесь в 1958 году Радзиевскому было присвоено звание профессора.
В 1959 году вернулся в Ярославль на должность проректора по научно-исследовательской работе (НИР) пединститута. «На этой работе он зарекомендовал себя хорошим организатором, но освободился от неё по собственному желанию в связи со стремлением посвятить себя научным исследованиям, а также по состоянию здоровья» (из характеристики Ярославского пединститута от 25.02.1965). Заведовал кафедрой астрономии Ярославского пединститута (1959—1965).
В мае 1965 года приказом Минпроса назначен на должность проректора по научной работе ГГПИ. Работая проректором, добился создания кафедры астрономии и открытия физико-астрономического отделения. До 1983 года работал заведующим кафедрой астрономии, после чего оставался в должности профессора той же кафедры вплоть до 1995 года.
Скончался в 2003 году в Нижнем Новгороде. Похоронен на кладбище села Развилье городского округа города Бор Нижегородской области.

## Научно-общественная деятельность
- Член Центральной ревизионной комиссии (1955—1965), вице-президент (1965—1985) и председатель учебно-методической секции ВАГО.
- В течение 10 лет был заместителем председателя Совета по подготовке астрономических кадров при АН СССР.
- Председатель комиссии по астрономии и член Президиума Научно-методического совета по физике Управления учебных заведений Минпроса СССР.
- Член специализированных советов по защите диссертаций.
- В течение 40 лет входил в редколлегию журнала «Земля и Вселенная» и редколлегию «Астрономического ежегодника».
- Автор предисловия к фантастической повести Анатолия Митрофанова «На десятой планете», изданной в 1960 году в Ярославле[6].

## Открытия

### Классическая механика
В докторской диссертации на тему «Небесная механика излучающих тел» (1955) Радзиевский, пересматривая основные уравнения классической механики с учетом редуцированной массы тела, обнаруживает ряд новых эффектов:
- В задаче двух тел движение оказалось возможным по всем семи коническим сечениям;
- В силу неконсервативности фотогравитационного поля оказался возможным захват в задаче двух тел;
- Выяснилось, что закон фотогравитационного взаимодействия не подчиняется третьей аксиоме Ньютона, поэтому возможно ускоренное движение изолированной системы двух тел;
- В ограниченной задаче трёх тел найдено семь точек либрации (вместо пяти);
- Выяснилось, что наиболее мощным механизмом изменения орбиты в задаче двух тел является изменение редуцированной массы излучающего тела за счёт изменения размеров, миделева сечения или альбедо малого тела;
- Предложено использование солнечного паруса для изменения орбиты космического аппарата.

В многочисленной серии статей были рассмотрены причины возникновения нецентральности фотогравитационной силы и вытекающие отсюда эффекты:
- Планетоцентрический эффект лучевого торможения за счёт поглощения солнечной радиации. Этот эффект оказался планетоцентрическим аналогом эффекта Пойнтинга-Робертсона и вошёл в мировую литературу под названием эффекта Радзиевского.
- Эффект раскручивания метеорных тел за счёт неоднородности альбедо поверхности.
- Эффект анизотропности переизлучения, на два порядка превосходящий эффект Пойнтинга-Робертсона, известен в мировой литературе как эффект Ярковского-Радзиевского.
- Парашютные эффекты при движении в фотогравитационном поле массивного тела, связанного с дисперсной материей, как возможный механизм образования двойных звёзд путём захвата.

### Небесная механика
- Общее решение неограниченной задачи трёх тел при ньютоно-гуковском взаимодействии.
- Получение новых решений задачи двух тел переменной массы.
- Получение интеграла биполярных элементов в задаче двух тел.
- Получение второго интеграла в полуограниченной задаче трёх тел.
- Исследование эмпирических закономерностей в движении Луны.
- Получение интеграла Якоби при любом степенном законе центральной силы в ограниченной задаче трёх тел и применение результатов к системе «Галактика — Солнце — комета».

## Публикации
- Радзиевский В. В., Томанов В. П. Статистический каталог параметров орбит долгопериодических комет в лапласовой системе координат. М., 1985.
- Радзиевский В. В., Мамедов М. А. Статистический каталог параметров орбит почти параболических комет. Баку, 1986.
- Радзиевский В. В., Артемьев А. В. Каталог кометных близнецов. М., 1989.
- Радзиевский В. В. и др. Таблицы для взаимного преобразования астрономических координат. Баку, 1991.